# Sekou Oliseh
Sekou Jabateh Oliseh (* 5. Juni 1990 in Monrovia, Liberia) ist ein liberianisch-nigerianischer ehemaliger Fußballspieler auf der Position eines Mittelfeldspielers, der auch als Stürmer und auf den Flügeln eingesetzt werden kann.
Er ist der Adoptivsohn des ehemaligen Fußballprofis und jetzigen Fußballtrainers Churchill Oliseh, der unter anderem als Entdecker des nigerianischen Fußballtalentes Obafemi Martins gilt. Sekou Olisehs Onkel Azubuike Oliseh, Egutu Oliseh und Sunday Oliseh sind bzw. waren ebenfalls im Profifußball aktiv.

## Vereinskarriere

### Karrierebeginn in Nigeria und Wechsel nach Dänemark
Der im Jahre 1990 in der liberianischen Hauptstadt geborene Oliseh kam noch in jungen Jahren als Flüchtling des Liberianischer Bürgerkriegs nach Nigeria, wo er von Churchill Oliseh aus einem Flüchtlingslager geholt, adoptiert und zum Fußballsport gebracht wurde. Nachdem der Junge mehrere Jahre in Nigeria aktiv gewesen war, kam er im Jugendalter für kurze Zeit in sein Geburtsland, wo er in der Jugendabteilung des liberianischen Erstligisten Gedi & Sons zum Einsatz kam. Nach seiner Rückkehr nach Nigeria war er nachweislich von 2005 bis 2006 im Nachwuchsbereich des FC Ebedei aktiv, bei dem sein Adoptivvater noch heute als Präsident und Trainer engagiert ist. Aufgrund der Kooperation des FC Ebedei, der als Zweig- bzw. Schwesterverein des FC Midtjylland anzusehen ist, schaffte das junge liberianisch-nigerianische Talent im Januar 2007 den Sprung in den dänischen Fußball. Dabei kam er anfangs vorwiegend im vereinseigenen Nachwuchs und der Akademie zum Einsatz und brachte es schließlich in der Spielzeit 2008/09 zu seinem Profidebüt.

### Profidebüt beim FC Midtjylland
Dabei kam er am 31. Juli 2008 beim UEFA-Cup-Qualifikationshinspiel gegen Bangor City (4:0-Sieg) zum Einsatz und wurde dabei in der Halbzeit für den Norweger Petter Furuseth eingewechselt. Danach dauerte es rund drei Monate bis Oliseh am 26. Oktober 2008 bei der 0:3-Auswärtsniederlage gegen die Brøndby IF zur Halbzeitpause für den schwedischen Stürmer Ken Fagerberg auf den Rasen kam und somit sein Debüt in der höchsten dänischen Fußballliga gab. Oliseh war zu diesem Zeitpunkt auf U-19-Niveau und hatte es zu diesem Zeitpunkt noch nicht einmal in den Kader der zweiten Kampfmannschaft des Vereins geschafft. Nach einigen weiteren Einberufungen in den Profikader wurde Oliseh schließlich im April 2009 in den Kader der zweiten Mannschaft geholt, für die er fortan zum Einsatz kam. Parallel dazu war er im Mai 2009 bei drei weiteren Ligapartien des Profiteams in Einsatz, kam aber nicht über Kurzeinsätze als Ersatzspieler hinaus. Seine U-19-Laufbahn beendete er zuvor bereits im März desselben Jahres.
Mit einem vierten Platz im Endklassement der Saison 2008/09 startete Oliseh mit dem Profiteam in die Spielzeit 2009/10, in der er jedoch abermals vorwiegend in der zweiten Mannschaft eingesetzt wurde. Dennoch brachte er es in dieser Saison auf einen Auftritt in der Superliga, wurde aber bereits im August 2009 zu einem mehrtägigen Probetraining nach Russland zu ZSKA Moskau eingeladen. Bereits Ende Juni 2009 hat mit Lok Moskau ein weiterer russischer Klub sein Interesse am Offensivtalent geäußert und den jungen Spieler für ein rund zweiwöchiges Probetraining zum Trainingslager nach Österreich geholt. Nachdem der Transfer zu Lok Moskau nicht klappte, gab der Verein am 1. September 2009 den leihweisen Wechsel Olisehs zu ZSKA Moskau bekannt. Dort unterschrieb er einen Leihvertrag bis zum Jahresende, an dem auch eine Kaufoption angeknüpft war.

### Debüt nach Maß bei ZSKA Moskau

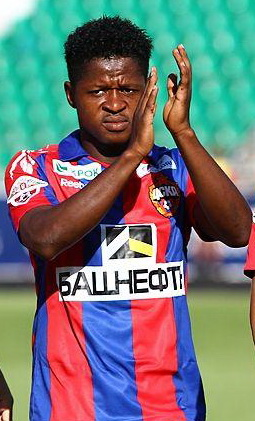
Sekou Oliseh als Spieler von ZSKA Moskau (2010)

Beim russischen Erstligisten feierte er einen Einstand nach Maß, als er am 4. Oktober 2009 beim 4:0-Erfolg über Kuban Krasnodar in der 69. Spielminute für Mittelstürmer Tomáš Necid auf den Rasen kam. Dabei gelang ihm in Minute 74 die Passvorlage für den 2:0-Führungstreffer durch Miloš Krasić, der nur vorentscheidend für den schlussendlichen 4:0-Erfolg des Hauptstadtklubs war, der durch einen Kopfballtreffer von Oliseh in der 80. Spielminute besiegelt wurde. Vier weitere Meisterschaftseinsätze folgten daraufhin bis zum Saisonende. Danach gab Oliseh nur mehr sein Debüt in der UEFA Champions League und verabschiedete sich daraufhin in die Winterpause des Spieljahres 2009. Beim Champions-League-Gruppenspiel gegen Beşiktaş Istanbul am 8. Dezember 2009 wurde Oliseh in der 82. Minute für den verletzten Krasić eingewechselt; das Spiel endete nach einem späten Führungstreffer durch Jewgeni Walerjewitsch Aldonin (95.) in einem 2:1-Auswärtssieg der Russen. Im Anschluss schaffte es das Team bis ins Viertelfinale des Bewerbes, wo es allerdings gegen den späteren CL-Sieger Inter Mailand mit einem Gesamtscore von 0:2 aus dem laufenden Turnier ausschied. Für den gebürtigen Liberianer reichte es dabei jedoch nicht mehr für einen weiteren Champions-League-Einsatz. Noch im Dezember 2009 wurde Oliseh vom russischen Hauptstadtklub fix unter Vertrag genommen, da dieser die Kaufoption zog und ihm einen Fünfjahresvertrag unterbreitete. Im März 2010 stand Oliseh beim russischen Supercup des Jahres 2010 im Aufgebot von ZSKA Moskau, saß aber die gesamte Spieldauer auf der Ersatzbank.
Im Spieljahr 2010 wurde der schnelle und wendige Offensivakteur bereits regelmäßig eingesetzt, konnte aber trotzdem keinen wirklichen Durchbruch feiern. Stattdessen war in fünf Spielen der russischen Jugendmeisterschaft aktiv, in denen er einen Treffer erzielte. Dort war er bereits im Vorjahr in zwei Begegnungen im Einsatz, wo er ebenfalls einmal zum Torerfolg kam. Nach einer längeren Spielpause fand er erst im Mai in der zehnten Meisterschaftsrunde zurück ins Profiteam, wo er es allerdings auch nur zu einem Kurzeinsatz brachte. Da aufgrund der Fußball-Weltmeisterschaft 2010 der Spielbetrieb bis 8. Juli 2010 unterbrochen wurde, hatte Oliseh genügend Zeit sich für etwaige Einsätze nach der Weltmeisterschaft vorzubereiten. Nach der WM-Endrunde in Südafrika wurde der engagierte Mittelfeldspieler des Öfteren von Beginn an in der Premjer-Liga eingesetzt und war bis zum Saisonende bereits ein fixer Bestandteil der Stammelf der Moskauer, wobei er zumeist über die gesamte Spieldauer am Platz stand. Zum Saisonende wurde Oliseh mit der Mannschaft mit sechs Punkten Rückstand auf Zenit St. Petersburg Vizemeister in der höchsten Fußballliga Russlands. Der 20-Jährige wurde dabei in 16 Ligapartien eingesetzt, in denen er drei Mal zum Torerfolg kam und zwei Assists gab. Dazu kamen noch zwei Einsätze und eine Torvorlage in der Europa-League-Quali 2010/11, sowie fünf Einsätze (1 Tor + 2 Vorlagen) im anschließenden Hauptbewerb, in dem die Mannschaft aktuell (Stand: Dezember 2010), nachdem sie fünf der sechs Gruppenspiele gewann (+ ein Remis), im Achtelfinale des Turniers steht. Aufgrund der Platzierung in der Premjer-Liga-Endtabelle nimmt Sekou Oliseh auch an der UEFA Champions League 2011/12 teil.
Im Winter 2013 wurde Oliseh bis zum Ende der Spielzeit an PAOK Thessaloniki verliehen.

## Nationalmannschaftskarriere
Bereits in jungen Jahren bekam der Angehörige des Volkes der Mandinka viele Einberufungen von nigerianischen Nachwuchsnationalteams, die er jedoch allesamt ablehnte, da er ausschließlich für sein Geburtsland spielen wollte. Während ZSKA Moskau bereits im August 2010 von einer Einrufung Olisehs in den liberianischen Nationalkader berichtete, wurde der vielseitig einsetzbare Spieler schließlich im September 2010 wirklich vom Cheftrainer des liberianischen Nationalteams, dem Ungar Bertalan Bicskei, für ein Qualifikationsspiel zur Afrikameisterschaft 2012 gegen Simbabwe einberufen. In einem Interview meinte er, dass es dem Einfluss des ehemaligen liberianischen Weltfußballers George Weah zu verdanken ist, dass er den Weg in die Nationalmannschaft Liberias fand. Sein Debüt im Nationalteam gab er schließlich am 5. September beim 1:1-Remis gegen Simbabwe, als er über die volle Matchdauer durchspielte und in der 79. Minute nach Vorlage von Solomon Grimes per Kopf zum 1:1-Ausgleich traf. Rund einen Monat später war er im Qualispiel gegen Mali ein weiteres Mal über die volle Matchdauer im Einsatz.

## Erfolge
- 1× Russischer Vizemeister: 2010